# Натан Хазін
Натан Хазін (7 липня 1975, Одеса) — рабин, бізнесмен, фахівець з антикваріату, командир єврейської сотні Майдану, військовий експерт.
Народився в Одесі. З 1993 року жив у Ізраїлі. Згодом повернувся в Україну.
2014 року став співзасновником Аеророзвідки.
2015 року нагороджений почесним нагрудним знаком «За заслуги перед Збройними силами України».
2016 року був радником начальника Генштабу Збройних сил України.